# تپه و محوطه کرند
تپه و محوطه کرند، اثری تاریخی است مربوط به هزاره دوم و اول قبل از میلاد که در روستای کرند بخش مرکزی شهرستان بشرویه واقع شده‌است. این اثر در تاریخ ۱۲ بهمن ۱۳۸۱ با شمارهٔ ثبت ۷۴۸۷ به‌عنوان یکی از آثار ملی ایران به ثبت رسیده است.